# Атлас языков
А́тлас языко́в (языковой атлас) — систематизированное собрание карт, показывающих распространение отдельных языков и их диалектов, объединённых общей территорией («Атлас языков Китая»), общей генетической или ареальной принадлежностью («Атлас кавказских языков») или иной общей характеристикой («Атлас языков межкультурной коммуникации»).
Атласы языков в отличие от диалектологических атласов обычно не показывают распространение отдельных языковых явлений, хотя в них может быть отражено взаимовлияние языков, а в некоторых случаях и важные изоглоссы, значимые для диалектного членения («Атлас романских языков»).
Языковые карты могут включаться и в другие атласы — этнические или исторические (например, серия языковых карт имеется в «Тюбингенском атласе Ближнего Востока» («Tübinger Atlas des Vorderen Orients»), 1977—1994).
Создание языковых атласов такого типа — относительно новое явление в лингвистике, находящееся на пересечении ареальной лингвистики, лингвистической географии, социолингвистики, лингвистической антропологии, а нередко и истории и этнографии. В то же время атласы языков — важное подспорье в их дальнейших исследованиях.

## Основные атласы языков
- «Language atlas of the Pacific area» (eds. S.A. Wurm, Shirô Hattori). 1981.
- «Language atlas of China» (ed. S.A. Wurm). 1988.
- «Atlas of the world’s languages» (eds. C. Moseley, R.E. Asher). 1994.
- «Atlas of the world’s languages in danger of disappearing» (ed. S.A. Wurm). 1996.
- «Atlas of Languages of Intercultural Communication in the Pacific, Asia, and the Americas» (in 2 vol.) 1996.
- Breton R.J.L. «Atlas of the Languages and Ethnic Communities of South Asia». 1997.
- Koryakov Y.B. «Atlas of Romance languages». 2001.
- Koryakov Y.B. «Atlas of Caucasian languages». 2002.
- Carlin E.B., Arends J. «Atlas of the Languages of Suriname». 2003.
- Коряков Ю. Б. Атлас кавказских языков. М., 2006.